# Richard Franklin Bass
Richard Franklin Bass é um matemático estadunidense, professor de matemática da Universidade de Connecticut. É conhecido por seu trabalho em teoria das probabilidades.
Bass obteve um Ph.D. na Universidade da Califórnia em Berkeley] em 1977, orientado por Pressley Millar. Lecionou na Universidade de Washington antes de ir para a Universidade de Connecticut.
Bass é fellow do Institute of Mathematical Statistics. Em 2012 foi eleito fellow da American Mathematical Society.
Foi palestrante convidado do Congresso Internacional de Matemáticos em Zurique (1994: Brownian motion, heat kernels, and harmonic functions).

## Livros
- Probabilistic Techniques in Analysis (Springer, 1995)
- Diffusions and Elliptic Operators (Springer, 1997)
- Stochastic Processes (Cambridge University Press, 2011)
- Bass, Richard Franklin (2013) [2011]. Real analysis for graduate students Second ed. [S.l.]: Createspace Independent Publishing. ISBN 978-1-4818-6914-0